# La partida
La partida è un film del 2013 diretto da Antonio Hens.

## Trama
A Cuba, l'adolescente Reinier, sposato e padre di un bambino, per guadagnare abbastanza soldi per mantenere la famiglia la notte si prostituisce con i turisti stranieri. Durante il giorno invece si dedica all'unica cosa che gli interessa nella vita: giocare a calcio. Suo compagno di squadra è Yosvani, giovane in procinto di sposare la sua fidanzata. In un ambiente a loro ostile, i due ragazzi inizieranno una storia d'amore e dovranno lottare duramente affinché il loro amore possa superare tutte le difficoltà della vita.

## Riconoscimenti
- 2015 - ASECAN
  - Nomination Miglior regista a Antonio Hens